# Greg Jones
Greg Jones es un tenista profesional nacido el 31 de enero de 1989 en Sídney, Australia.

## Primeros años
Nacido en Sídney, Jones es hijo único. Él es el hijo de Russell Jones, un aparejador, y Donna Jones, un profesor. Él compitió en el concurso de Sídney GPS Escuelas de tenis en representación de la escuela de la costa, antes de finalmente renunciar a su educación escolar para seguir su carrera en el tenis.
Jones participó en una serie de eventos de alto perfil a lo largo de su carrera como junior incluyendo los cuatro Grand Slam juvenil, sobre todo a la final de la 2007 Abierto de Francia.
En 2007, Jones, después de haber llegado a la final del evento junior en el Abierto de Francia, una semifinal en el  Wimbledon y un acabado en cuartos de final en el Australian Open, tenía muchas esperanzas de una victoria en los últimos Abierto de EE. UU. evento Junior, que fue su último partido en la Federación Internacional de Tenis Competencia Junior.
Jones tenía un ranking carrera de secundaria de 4 y ganó 191 de 219 partidos.
- Datos: Q3291950
- Multimedia: Greg Jones (tennis) / Q3291950